# James Elliot (Politiker)
James Elliot  (* 18. August 1775 in Gloucester, Province of Massachusetts Bay; † 10. November 1839 in Newfane, Vermont) war ein US-amerikanischer Politiker. Zwischen 1803 und 1809 vertrat er den zweiten Wahlbezirk des Bundesstaates Vermont im US-Repräsentantenhaus.

## Werdegang
Der junge James Elliot arbeitete zunächst auf einer Farm und in einem Verkaufsladen. Im Jahr 1790 zog er nach Guilford in Vermont. Drei Jahre später nahm er in Ohio an einem Indianerkrieg teil. 1798 veröffentlichte er einige literarische Schriften und Gedichte. Zwischen 1801 und 1803 war Elliot in der Verwaltung des Repräsentantenhauses von Vermont angestellt. Nach einem Jurastudium und seiner Zulassung als Rechtsanwalt begann er ab 1803 in Brattleboro in seinem neuen Beruf zu praktizieren. Politisch schloss er sich der von Alexander Hamilton gegründeten Föderalistischen Partei an.
1802 wurde er als deren Kandidat in das US-Repräsentantenhaus in Washington, D.C. gewählt. Dort trat er am 4. März 1803 die Nachfolge von Lewis R. Morris an. Nach zwei Wiederwahlen in den Jahren 1804 und 1806 konnte Elliot bis zum 3. März 1809 drei Legislaturperioden im Kongress absolvieren. Nach dem Ende seiner Zeit im Kongress verlegte Elliot in Philadelphia eine Tageszeitung. Während des Britisch-Amerikanischen Krieges von 1812 war er für kurze Zeit Hauptmann bei den amerikanischen Streitkräften. Danach arbeitete er wieder als Anwalt in Brattleboro. Zwischen 1817 und 1835 war er bei der Verwaltung des Bezirks und Nachlassgerichts im Windham County angestellt. Von 1818 bis 1819 war Elliot auch Abgeordneter im Repräsentantenhaus von Vermont; dieses Mandat übte er zwischen 1837 und 1838 noch einmal aus. Ab 1837 war er Bezirksstaatsanwalt im Windham County. James Elliot verstarb im November 1839 in Newfane, wohin er zwischenzeitlich gezogen war.